# Петренко Валентина Яківна
Валенти́на Я́ківна Петре́нко (нар.1949) — українська бандуристка, композитор, аранжувальник і педагог. Доцент Національного педагогічного університету ім. М. П. Драгоманова та Національної музичної академії України ім. П. І. Чайковського.

## Життєпис
Навчалась у Дніпропетровському державному музичному училищі ім. М. І. Глінки.
Здобула вищу музичну освіту в Київській консерваторії (1968—1973).
Працювала артисткою Державного оркестру народних інструментів (1973—1991).
Працювала старшим викладачем диригування та інструментовки кафедри бандури Національної музичної академії України імені Петра Чайковського, Нині — доцент Національного педагогічного університету ім. М. П. Драгоманова та Національної музичної академії України ім. П. І. Чайковського.
Член Національної спілки кобзарів України.

## Творчість
Автор і упорядник семи підручників для бандури, етюдів для бандури, серед яких збірники:
- «Етюди для бандури на різні види техніки» для 1–5 класів ДМШ,
- «Україна є, Україна буде» (2004).

Автор двох випусків «Альбому бандуриста», понад 50 аранжувань та інструментовок, які є основою репертуару капели бандуристів НМАУ імені П. І. Чайковського.
Підготувала більше 300 партитур для оркестрів і ансамблів народних інструментів, капел бандуристів, створила більше 70 обробок українських народних пісень, які виконували М. Кондратюк, Є. Мірошниченко, А. Солов'яненко, Г. Туфтіна, А. Мокренко, Д. Гнатюк та інші.
Ансамбль бандуристів під її керівництвом здобув Гран-прі та першу премію на міжнародному конкурсі «Музичний світ» (Італія, 2002), а також виступив на фестивалі «Євробачення-2003» (Італія).
Концертувала у складі дуету (з Г. Яковенко) та ансамблю «Барви України».
Гастролювала в Австрії, Німеччині, Польщі, Чехословаччині, Іраку, Італії та інших країнах.

## Учні
Серед відомих учнів:
- Лютий Василь Іванович, він же Живосил Лютич (1973) — український бандурист, народознавець, рок-музикант, композитор.

## Відзнаки
Лауреат республіканських та міжнародних конкурсів і фестивалів.
Володарка премії «TRINACRIA DI SICILIA» (Італія, 2006).